# Мукомол Ольга Миколаївна
О́льга Микола́ївна Мукомо́л (* 1979) — українська спортсменка (плавання). Майстер спорту міжнародного класу.

## З життєпису
Народилась 1979 року в місті Біла Церква (Київська область). Вихованка Білоцерківської ДЮСШ № 1. 2003-го закінчила Запорізький університет. Виступала за спортивне товариство «Спартак» (Запоріжжя). Тренери — Матвієць Олена Григорівна, Мангер Леонід Олександрович, Проскура Ігор Петрович.
- Чемпіонка Спартакіади СНД (Санкт-Петербург, 1995)
- бронзова призерка на дистанції 50 м вільним стилем (Гельсінкі, 2000)
- Учасниця 27-х Олімпійських ігор (Сідней, 2000, 13-те місце в естафеті 4 × 100 м, 14-е м. на дистанції 50 м, 17-те на дистанції 100 м, обидва — вільним стилем) В перший день ігор брала участь разом з Надією Бешевлі, Оленою Лапуновою, і Трегуб Валентиною в естафеті 4×100 м вільним стилем.
- срібна призерка Літньої універсіади-2001(Пекін, 2001) на дистанції 50 м вільним стилем
- Переможниця Літньої універсіали-2003 (Тегу, Південна Корея, 2003)
- бронзова нагорода в естафеті 4 × 100 м (Берлін, 2002)
- Срібна призерка в естафеті 4 × 100 м (Мадрид, 2004)
- учасниця Олімпіади-2004 (Афіни, 10-те місце в естафеті 4 × 100 м, 23-тє на дистанції 50 м, 31-ше на дистанції 100 м, вільним стилем).

Багаторазова чемпіонка України. Встановила 27 рекордів України на дистанціях 50 та 100 м вільним стилем та естафетному плаванні. Член збірної команди України з плавання (1994—2005).